# Перунка (річка)
Перунка (пол. Piorunka (potok)) — гірський потік в Польщі, у Новосондецькому повіті Малопольського воєводства на Лемківщині. Права притока Мостиши, (басейн Балтійського моря).

## Опис
Довжина потоку 7,58 км, найкоротша відстань між витоком і гирлом — 4,68  км, коефіцієнт звивистості — 1,62 . Формується безіменними струмками. Річка тече в південно-західній частині Низьких Бескидів.

## Розташування
Бере початок на північно-східних схилах гори Гарникув Верх (749,2 м) на висоті приблизно 720—740 м над рівнем моря (гміна Криниця-Здруй). Спочатку тече переважно на північний схід через село Перунку, далі повертає на північний захід і у селі Поляни на висоті 488,8 м над рівнем моря впадає у річку Мостишу, ліву притоку Білої.

## Цікаві факти
- На правому березі потоку розташована гора Хлопський Верх (660,1 м), а на лівому — гори Верх (675 м) і Баб'я (611 м).[3]